# Contes bruns

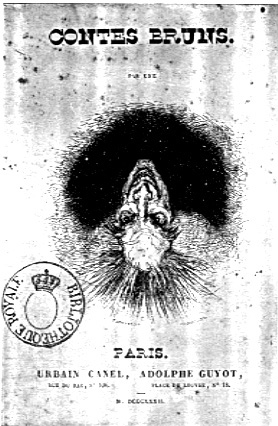
Portada de los Contes bruns, ilustrada por T. Johannot.

Contes bruns per une tête à l'envers (en español: «Cuentos marrones para una cabeza al revés») —o simplemente Contes bruns— es una antología anónima publicada en 1832 en Paris, Francia, por la editorial de Urbain Canel y Adolphe Guyot. El éxito de la publicación fue tal, que se imprimió una segunda edición, esta vez con los nombres de los autores: Honoré de Balzac, Philarète Chasles y Charles Rabou.
Fue incluida en el Índice general de libros prohibidos el 16 de septiembre de 1841.
Incluye los siguientes relatos:
| Título                                            | Título original                                | Autor             |
| ------------------------------------------------- | ---------------------------------------------- | ----------------- |
| «Una conversación entre las once y la medianoche» | «Une conversation entre onze heures et minuit» | Honoré de Balzac  |
| «El ojo sin párpado»                              | «L’Œil sans paupière»                          | Philarète Chasles |
| «Sara la bailarina»                               | «Sara la danseuse»                             | Charles Rabou     |
| «Una buena fortuna»                               | «Une bonne fortune»                            | Philarète Chasles |
|                                                   | «Tobias Guarnerius»                            | Charles Rabou     |
|                                                   | «La Fosse de l’avare»                          | Philarète Chasles |
| «Las tres hermanas»                               | «Les Trois sœurs»                              | Philarète Chasles |
|                                                   | «Les Regrets»                                  | Charles Rabou     |
| «El ministerio público»                           | «Le Ministère public»                          | Charles Rabou     |
| «El grande de España»                             | «Le Grand d’Espagne»                           | Honoré de Balzac  |